# Награды ГДР

Герб ГДР

Германская Демократическая Республика — государство Восточного блока, созданное в 1949 году на основе советской зоны оккупации Германии и просуществовавшее до 1990 года, когда произошло объединение Германии.
В основе наградной системы ГДР лежали два высших почётных звания и несколько военных и гражданских орденов. Их сдержанный дизайн, лишённый принятых на Западе дополнительных элементов (орденских звёзд и лент), а в некоторых случаях и названия, были навеяны советской системой наград. Как и в Советском Союзе, практиковалось коллективное награждение орденами, причём не только воинских частей, но и самых различных организаций. Сама по себе орденская система ГДР была достаточно взвешенной, однако дополнялась неоправданным количеством медалей, почётных званий и ведомственных наград (например, звание «Заслуженный активист», медаль Клары Цеткин и медаль «Артур Беккер»).
Ниже перечислены два высших почётных звания ГДР и ордена ГДР. Среди них отсутствует орден Блюхера — награда за доблесть в бою, которая никогда никому не была вручена, так как ГДР никогда официально не являлась стороной какого-либо военного конфликта. Список остальных наград приведён в статье на немецком языке — de:Liste der staatlichen und nichtstaatlichen Auszeichnungen der DDR.

## Высшие почётные звания ГДР
| Знак | Орден             | Основан | Примечания |
| ---- | ----------------- | --- | --- |
|      | Герой ГДР         | 26 октября 1975 | Исключительно редкая награда. Всего была присвоена 17 раз, из них 4 раза космонавтам и 3 раза Леониду Ильичу Брежневу. |
|      | Герой Труда (ГДР) | 19 апреля 1950 В 1953 году форма знака отличия была изменена на пятиконечную звезду (до этого имела форму медали). | Высшая награда за заслуги в труде. Всего было произведено 3 688 награждений.                                           |

## Ордена ГДР
| Знак | Орден                                                | Основан         | Примечания |
| ---- | ---------------------------------------------------- | --------------- | --- |
|      | Орден Карла Маркса                                   | 5 мая 1953      | Высший орден ГДР. Учреждён в 135-ю годовщину со дня рождения Карла Маркса.                                                                                         |
|      | Орден Шарнхорста                                     | 17 февраля 1966 | Награда для военных и воинских частей в мирное время. Названа в честь реформатора прусской армии эпохи наполеоновских войн генерал-лейтенанта Герхарда Шарнхорста. |
|      | Орден «Знамя Труда»                                  | 4 августа 1954  | Аналог советского Ордена Трудового Красного Знамени. С 1974 года имел три степени.                                                                                 |
|      | Орден «Звезда дружбы народов»                        | 20 августа 1959 | Аналог советского Ордена Дружбы народов. Имел три степени. |
|      | Боевой орден «За заслуги перед народом и Отечеством» | 17 февраля 1966 | Имел три степени: в золоте, серебре и бронзе. Награждались лица и организации за военные и военно-патриотические заслуги в мирное время.                           |
|      | Орден «За заслуги перед Отечеством» (ГДР)            | 1954            | Гражданский аналог предыдущего ордена, однако, кроме трёх степеней имел ещё почётную пряжку в золоте.                                                              |
|      | Орден Военных заслуг (ГДР)                           | 1982            | Имел три степени за военные заслуги в мирное время. |